# Eau Piquant/St. Urban
Eau Piquant/St. Urban es una localidad de Santa Lucía que forma parte del distrito de Vieux Fort.